# Vicente Blanco Echevarría
Vicente Blanco Echevarría (Larrabezúa, Vizcaya; 1884-Bilbao24 de mayo de 1957), fue un ciclista español profesional entre 1906 y 1913. Apodado El Cojo, se convirtió en el segundo ciclista español en participar en un Tour de Francia al tomar la salida en la edición de 1910. Sus mayores éxitos deportivos los logró en el Campeonato de España de ciclismo en ruta al proclamarse vencedor en los años 1908 y 1909.
Durante casi un siglo se creyó que él fue el primer español en participar en el Tour, sin embargo, en 2004 la revista bimensual belga "Coups de pédales" investigó y descubrió que tal honor pertenecía a un corredor llamado José María Javierre, que poco después obtendría la nacionalidad francesa, pasando a llamarse Joseph Habierre. No obstante, en todos los archivos del Tour Javierre figura como francés, aunque en realidad aún era español. Este dato fue principalmente el que produjo la confusión. Javierre había debutado en el Tour un año antes que "El Cojo", en 1909.
Fue un botero de la ría de Bilbao, que con sus triunfos y un gran esfuerzo personal, significó un nuevo cambio de actitud en el que el ciclismo perdía su carácter elitista.

## Palmarés
- 1908
  - Campeonato de España en ruta
- 1909
  - Campeonato de España en ruta  
  - Bilbao-Erletxeta-Bilbao
  - Somorrostro
  - Irún-Pamplona-Irún, más 2 etapas
- 1910
  - San Sebastián-Tolosa-San Sebastián
  - Somorrostro
  - Ortuella
  - Campeonato de la Federación Atlética Vizcaína
- 1911
  - Areatza
  - Campeonato Vasconavarro (Copa Comet)
  - Carrera Alcyon
  - Vitoria
- 1912
  - Las Arenas-Plencia-Las Arenas
  - Éibar
  - Deusto (Inauguración Locales del Club Deportivo)
  - Mondragón (San Juan)

## Resultados en Grandes Vueltas y Campeonato del Mundo
Durante su carrera deportiva ha conseguido los siguientes puestos en las Grandes Vueltas y en los Campeonatos del Mundo en carretera:
| Carrera         | 1906 | 1907 | 1908 | 1909 | 1910 | 1911 | 1912 | 1913 |
| --------------- | ---- | ---- | ---- | ---- | ---- | ---- | ---- | ---- |
| Giro de Italia  | X    | X    | X    | -    | -    | -    | -    | -    |
| Tour de Francia | -    | -    | -    | -    | Ab.  | -    | -    | -    |
| Vuelta a España | X    | X    | X    | X    | X    | X    | X    | X    |
| Mundial en Ruta | X    | X    | X    | X    | X    | X    | X    | X    |

-: No participa

Ab.: Abandono

X: Ediciones no celebradas

## Equipos
- Sociedad Ciclista Bilbaína (1906-1907)
- Federación Atlética Vizcaína (1908-1911)
- Club Deportivo de Bilbao (1912-1913)